# Angers funktion
Angers funktion, introducerad av C. T. Anger, är en speciell funktion som definieras som
{\displaystyle \mathbf {J} _{\nu }(z)={\frac {1}{\pi }}\int _{0}^{\pi }\cos(\nu \theta -z\sin \theta )\,d\theta }.
Den är nära relaterad till Besselfunktioner.